# Messier 84
Messier 84 (M84) även känd som NGC 4374, är en elliptisk eller linsformad galax i stjärnbilden Jungfrun och ligger i samma synfält som Messier 86. Dessa två objekt kan lokaliseras på västra kanten av Virgohopens centrum. Med en magnitud på 10,1 framträder Messier 84 nästan cirkelrund och precis som Messier 86 blir den märkbart ljusare in mot centrum.
Charles Messier upptäckte galaxen den 18 mars 1781 vid sitt sökande efter kometer, och skrev in den som diffust icke-kometobjekt nr 84 i sin katalog.

## Egenskaper
Messier 84 har morfologisk klassificering E1, vilket anger att den har en avplattning på ca 10 procent. Efter korrektion för extinktion är den totala ljusstyrkan i det visuella bandet ca 7,64×1010 gånger solens luminositet. Det centrala massa-till-ljus-förhållandet är 6,5, vilket till en gräns, stadigt ökar bort från kärnan. Den synliga galaxen är omgiven av en massiv halo av mörk materia.
Radioobservationer och bilder tagna av Hubbleteleskopet visar två jetstrålar som skjuter ut från galaxens centrum, samt en skiva av hastigt roterande gas och stjärnor nära galaxkärnan, vilket tyder på närvaron av ett supermassivt svart hål med en massa på 1,5x109 solmassor. Den har också några få unga stjärnor och stjärnhopar, vilket tyder på stjärnbildning i en mycket låg takt. Antalet klotformiga stjärnhopar är 1 775 ± 150, vilket är mycket lägre än förväntat för en elliptisk galax. Sett från jorden är dess halvljusradie, relativa vinkelstorleken på 50-procent av dess mest lysande zon, 72,5 bågsekunder, alltså drygt en bågminut. 
Två supernovor har observerats i M84: SN 1957 och SN 1991bg. Sett mellan dessa tidpunkter, kan det ha förekommit en tredje, SN 1980I, som kan ha varit i antingen granngalaxen NGC 4387 eller M86. Denna höga frekvens av supernovor är sällsynt för elliptiska galaxer, vilket kan betyda att det finns en population av medelålders stjärnor i M84.

## Galleri

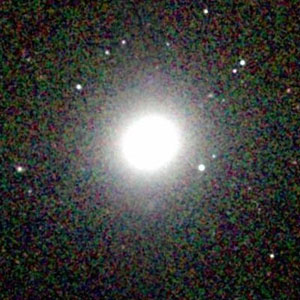
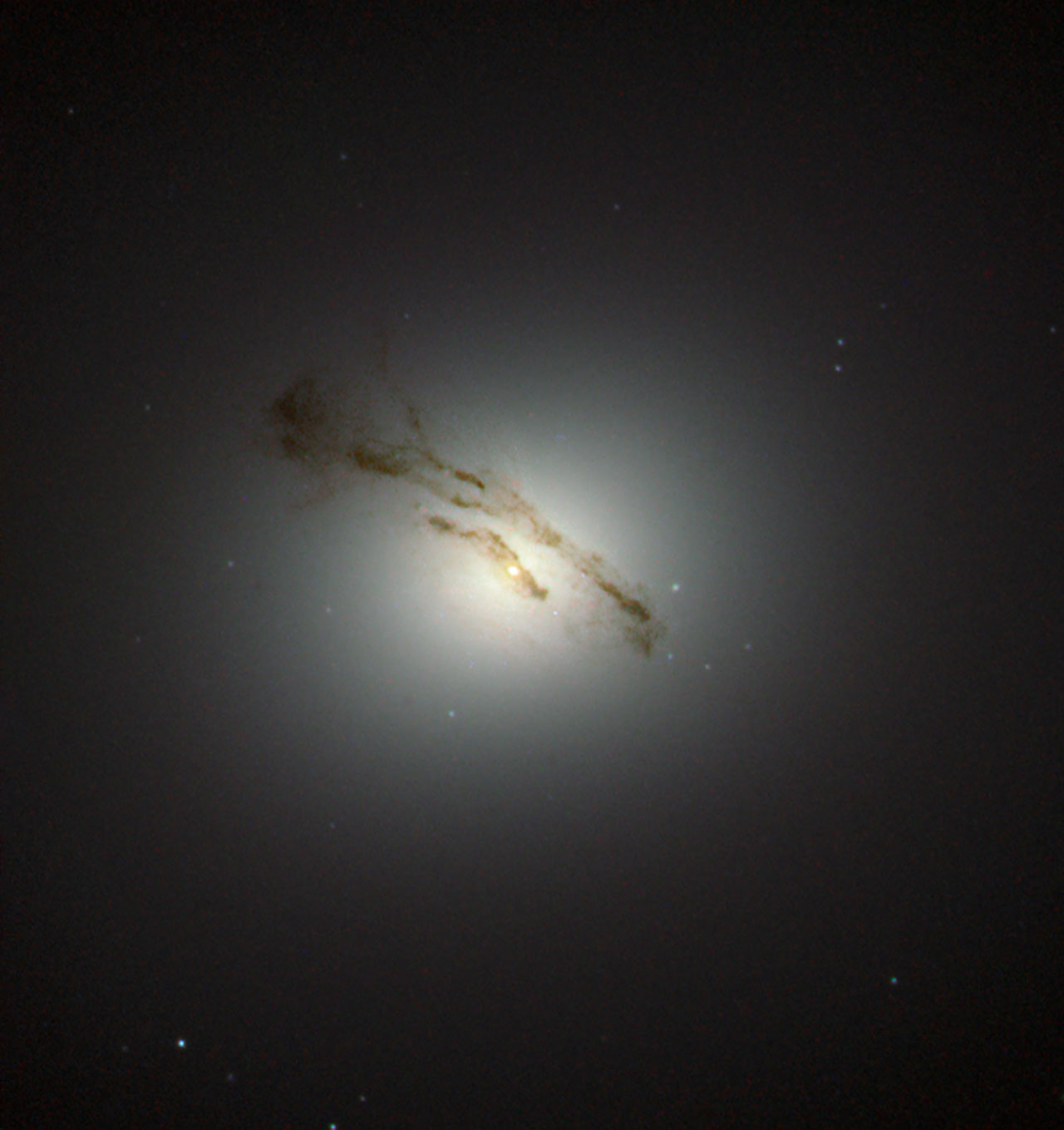
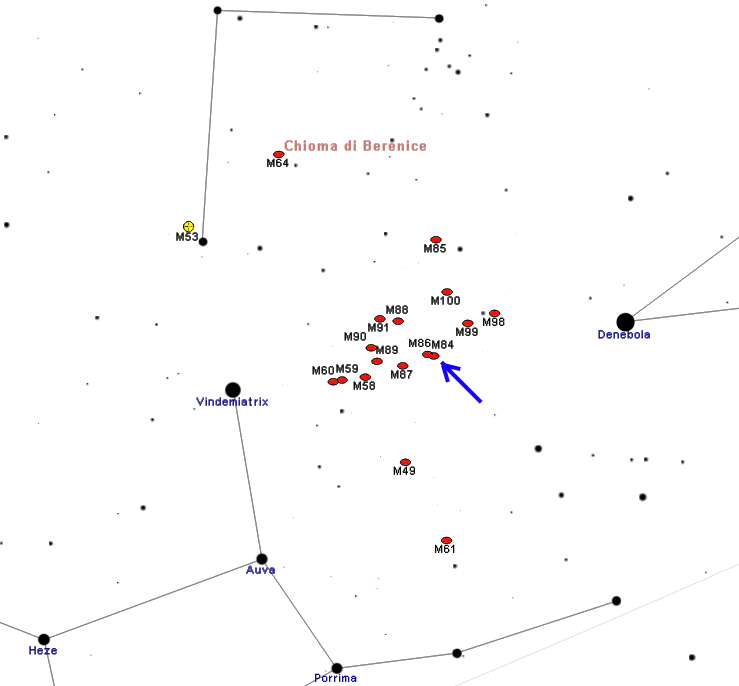
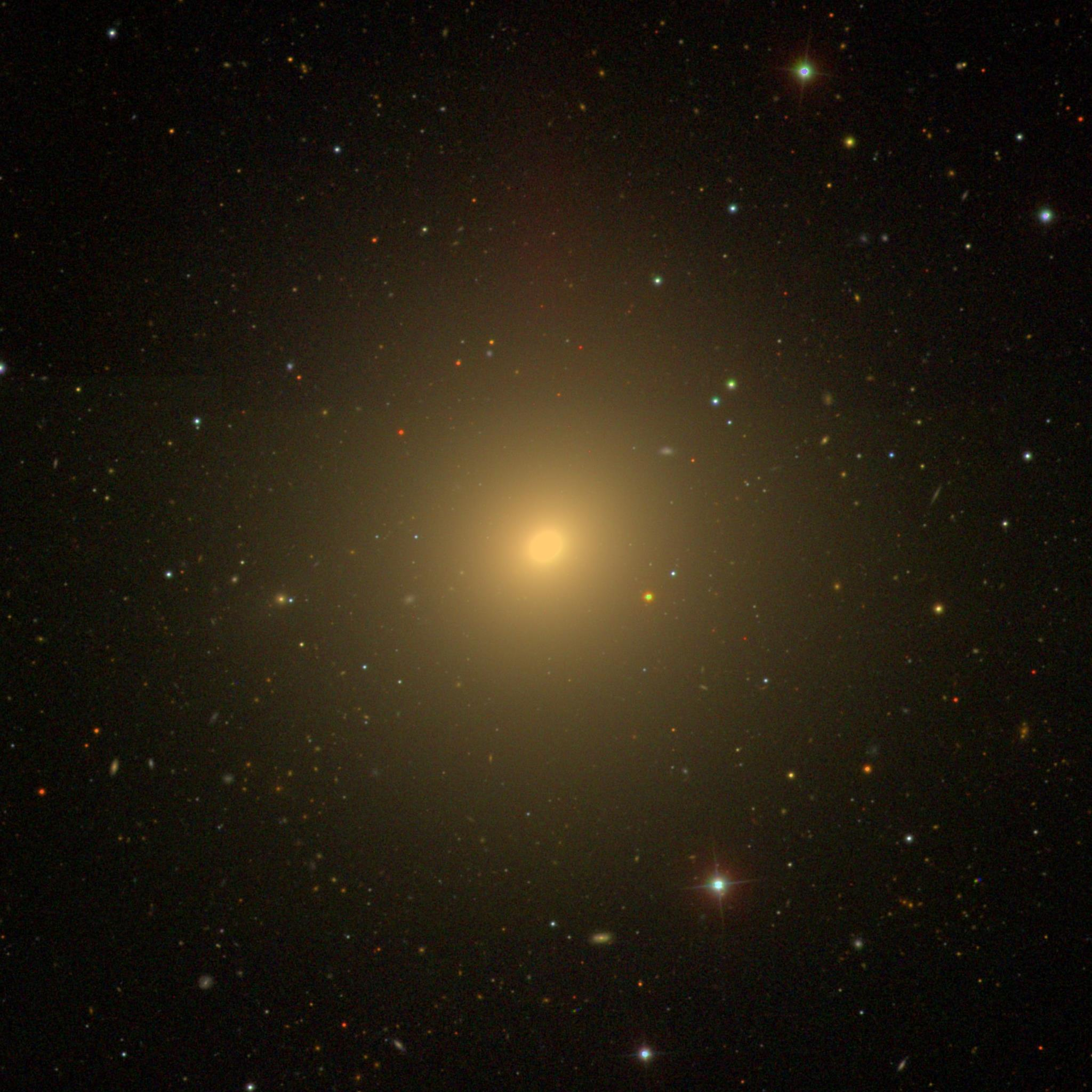